# Guillem FitzOsbern
Guillem FitzOsbern (anglès: William FitzOsbern; francès: Guillaume Fitz Osbern; nascut cap al 1020 i mort el 22 de febrer del 1071) fou un aristòcrata anglonormand, senyor de Breteuil i de Cormeilles des del 1049 i comte de Hereford des del 1067 fins a la seva mort. Parent, amic íntim i un dels principals companys de Guillem el Conqueridor, tingué un paper destacat en la conquesta normanda d'Anglaterra. Posseïa extenses terres al sud-est de Ducat de Normandia. A mitjans de la dècada del 1060 fou nomenat comte palatí a la cort ducal.
És un dels pocs companys provats de Guillem el Conqueridor que se sap que va lluitar en la batalla de Hastings el 1066. La seva residència principal va ser el castell de Carisbrooke a l'illa de Wight, un dels molts castells que va construir a Anglaterra.

## Orígens
Guillem FitzOsbern era fill d'Osbern the Steward, un nebot de la duquessa Gunnor, la dona del duc Ricard I de Normandia. Osbern era el majordom del seu cosí, el duc Robert I de Normandia. Quan Robert va deixar el ducat al seu petit fill Guillem, Osbern es va convertir en un dels tutors del duc Guillem. Osbern es va casar amb Emma, una filla del comte Rodulf d'Ivry, que era mig germà del duc Ricard I de Normandia. A través d'ella va heretar una gran propietat al centre de Normandia, incloent els honors de Pacy i Breteuil.

## Carrera prèvia al 1066
Guillem FitzOsbern probablement es va criar a la cort del seu cosí Guillem, duc de Normandia, i com el seu pare, es va convertir en un dels comtes palatins. Es va casar amb Adeliza de Tosny, probablement cap al 1049. Junts van fundar l'abadia de Lyre (La Vieille-Lyre) i més tard l'abadia de Cormeilles. FitzOsbern també va fundar l'abadia de Saint-Evroul.
Va ser un dels primers i més vigorosos defensors de la invasió d'Anglaterra, i la tradició diu que, al Concili de Lillebonne, va convèncer els que dubtaven entre els barons normands de la viabilitat de la invasió. El germà petit de FitzOsbern, Osbern FitzOsbern era un dels capellans d'Eduard el Confessor, i posseïa la rica església de Bosham a Sussex, on el rei Harold va anar a la primera escena del tapís de Bayeux, i estava ben situat per transmetre informació sobre la situació a Anglaterra. Més tard esdevingué bisbe d'Exeter.

## A Anglaterra després de 1066
Després que Guillem es va convertir en rei d'Anglaterra, FitzOsbern va ser nomenat comte, amb grans propietats de terres a Gloucestershire, Herefordshire, Oxfordshire i l'illa de Wight, i àrees més petites sota la seva autoritat a Berkshire, Dorset, Wiltshire i Worcestershire. L'estiu de 1067 el rei Guillem va tornar a Normandia i va deixar el seu germanastre Odó de Bayeux i FitzOsbern a càrrec d'Anglaterra durant la seva absència. El rei va tornar a Anglaterra el 1068 i FitzOsbern el va acompanyar en la submissió del sud-oest d'Anglaterra. Va assistir a la cort de Pentecosta del rei el maig de 1068, i després va visitar Normandia, on va caure malalt durant alguns mesos.
Al febrer o març de 1069 Guillem va demanar a FitzOsbern que vigilés la pau a York, on Gilbert de Gant va ser nomenat castlà del nou castell, però FitzOsbern va tornar al sud a temps per assistir a la cort de Pasqua del Rei l'abril de 1069 abans de tornar a York.
Eadric el Salvatge va llançar una campanya de resistència anglosaxona a les Midlands occidentals, amb l'ajuda d'uns quants prínceps gal·lesos (que darrerament havien estat aliats dels reis anglosaxons). El 1069 la revolta va ser aixafada, i és probable que FitzOsbern hi tingués un paper important, encara que els detalls no són segurs. Durant aquest temps FitzOsbern i els seus seguidors van avançar cap a l'oest cap a Gal·les, començant així la conquesta normanda del regne gal·lès de Gwent.

## Constructor de castells
Com a part de l'afirmació del control normand sobre Anglaterra i Gal·les, FitzOsbern va ser un dels principals constructors de castells normands. Els primers castells que se li atribueixen inclouen el castell de Carisbrooke a l'illa de Wight, el castell de Chepstow (Striguil) al sud de Gal·les, el castell de Wigmore i el castell de Clifford a Herefordshire, el castell de Berkeley a Gloucestershire i el castell de Monmouth a Gal·les. FitzOsbern també va crear o millorar fortificacions a les ciutats de Hereford i Shrewsbury.

## Distracció i mort a Flandes
El 1070 van sorgir problemes a Flandes, on havia mort el cunyat del rei Guillem, el comte Balduí VI de Flandes, deixant el seu comtat i els seus fills joves en mans de la seva vídua Riquilda, comtessa de Mons i Hainaut. El seu control de Flandes va ser desafiat pel germà del seu difunt marit, Robert el Frisó. Buscant ajuda, es va oferir en matrimoni amb FitzOsbern. No va poder resistir l'oportunitat de convertir-se també en comte d'aquest ric principat proper a Normandia, i es va afanyar-hi amb el seu exèrcit, on va ser derrotat pel comte de Flandes i mort a la batalla de Cassel el 22 de febrer de 1071.

## Matrimonis i descendència
FitzOsbern es va casar dues vegades:
- En primer lloc a Adeliza de Tosny, filla de Roger I de Tosny, de qui va tenir tres fills:
  - Guillem de Breteuil, que va succeir al seu pare a Normandia. Va ser mantingut captiu i torturat per Ascelin Gouel de Perceval 'Lupus', Sire d'Yvry, fins que finalment li concedí la mà de la seva filla Isabel de Breteuil.[5][6]
  - Roger de Breteuil, 2n comte d'Hereford, que va succeir al seu pare a Anglaterra i Gal·les;
  - Emma de Breteuil, esposa de Ralph de Gael, 1r comte de Norfolk

En segon lloc, s'ha de suposar, el 1070 es va casar amb Riquilda, comtessa de Mons i Hainaut poc abans de la batalla de Cassel el 1071, emetent un descendent masculí que va ser portat a la regió de Borgonya de Savoia.
- - Godofreu de Crepon Candie